# 孫自一
孫自一（？—1643年），河南承宣布政使司汝寧府光山縣（今河南省光山縣）人，明朝政治人物、同進士出身。
崇禎十三年（1640年）庚辰科進士，授湖廣黃岡縣知縣。崇禎十六年（1643年），張獻忠攻破黃岡，孫自一及縣丞吳文燮身死。